# Jan Nalborczyk
Jan Julian Nalborczyk (ur. 16 lutego 1870 w Krakowie, zm. w 1940 we Lwowie) – polski artysta rzeźbiarz, pedagog, organizator lwowskiego środowiska plastycznego.

## Życiorys
Obrońca Lwowa, powstaniec śląski, wieloletni docent modelowania na Wydziale Architektury Politechniki Lwowskiej, a następnie profesor tej uczelni. Profesor Państwowej Szkoły Przemysłowej we Lwowie.
Autor wielu rzeźb w zakopiańskim kościele parafialnym, w 1940 aresztowany i zamordowany przez sowieckich okupantów w więzieniu przy ul. Łąckiego we Lwowie.
Był jednym z rzeźbiarzy nadzorujących wykonanie rzeźb na Cmentarzu Obrońców Lwowa, autorem szeregu rzeźb na cmentarzu Łyczakowskim.
Jego autorstwa są także m.in.:
- epitafium Bronisława Gubrynowicza w lwowskim kościele pw. św. Marii Magdaleny,
- popiersia Włodzimierza Dzieduszyckiego w Muzeum Przyrodniczym im. Dzieduszyckich we Lwowie,
- pomnik Tytusa Chałubińskiego odsłonięty w 1903 roku w Zakopanem.